# David Llewellin
David Llewellin (Haverfordwest, 3 maggio 1960) è un pilota di rally britannico.

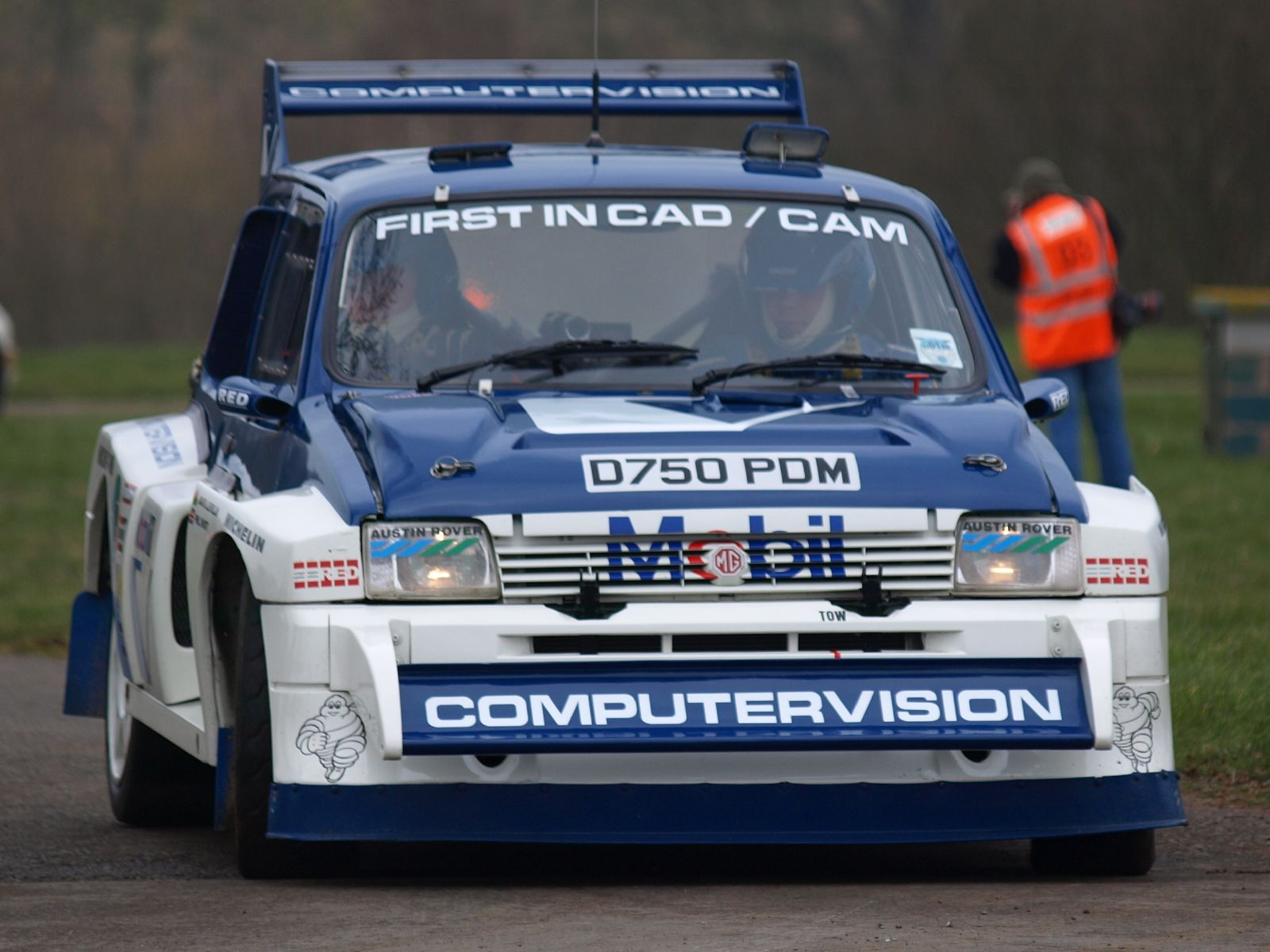
MG Metro 6R4 di Llewellin

Suo figlio Ben Llewellin ha vinto la medaglia d'argento ai giochi del Commonwealth.

## Palmarès
- Campionato britannico rally: 2
1989
1990

## Riconoscimenti
- Autosport National Rally Driver of the Year 1984, 1989, 1990

## Risultati nel WRC
| 1984 | Scuderia | Vettura      |  |  |  |  |  |  |  |  |  |  |  |    |  |  |  |  | Punti | Pos. |
| ---- | -------- | ------------ |  |  |  |  |  |  |  |  |  |  |  | -- |  |  |  |  | ----- | ---- |
| 1984 |          | Nissan 240RS |  |  |  |  |  |  |  |  |  |  |  | 14 |  |  |  |  | 0     |      |

| 1985 | Scuderia | Vettura                           |  |     |  |  |  |  |  |  |  |     |  |  |  |  |  |  | Punti | Pos. |
| ---- | -------- | --------------------------------- |  | --- |  |  |  |  |  |  |  | --- |  |  |  |  |  |  | ----- | ---- |
| 1985 |          | Audi Quattro A2 e Audi 80 Quattro |  | Rit |  |  |  |  |  |  |  | Rit |  |  |  |  |  |  | 0     |      |

| 1986 | Scuderia         | Vettura      |  |  |  |  |  |  |  |  |  |  |  |   |  |  |  |  | Punti | Pos. |
| ---- | ---------------- | ------------ |  |  |  |  |  |  |  |  |  |  |  | - |  |  |  |  | ----- | ---- |
| 1986 | Austin Rover WRT | MG Metro 6R4 |  |  |  |  |  |  |  |  |  |  |  | 9 |  |  |  |  | 2     | 60º  |

| 1987 | Scuderia      | Vettura            |  |  |  |  |  |  |  |  |  |  |  |    |   |  |  |  | Punti | Pos. |
| ---- | ------------- | ------------------ |  |  |  |  |  |  |  |  |  |  |  | -- | - |  |  |  | ----- | ---- |
| 1987 | Audi Sport UK | Audi Coupé Quattro |  |  |  |  |  |  |  |  |  |  |  | 17 | 6 |  |  |  | 6     | 36º  |

| 1988 | Scuderia      | Vettura                                    |  |  |     |  |  |  |  |  |  |  |  |  |     |  |  |  | Punti | Pos. |
| ---- | ------------- | ------------------------------------------ |  |  | --- |  |  |  |  |  |  |  |  |  | --- |  |  |  | ----- | ---- |
| 1988 | Audi Sport UK | Audi 200 Quattro e Ford Sierra RS Cosworth |  |  | Rit |  |  |  |  |  |  |  |  |  | Rit |  |  |  | 0     |      |

| 1989 | Scuderia                  | Vettura                    |  |  |  |  |  |  |  |  |  |  |  |  |     |  |  |  | Punti | Pos. |
| ---- | ------------------------- | -------------------------- |  |  |  |  |  |  |  |  |  |  |  |  | --- |  |  |  | ----- | ---- |
| 1989 | Toyota Team Great Britain | Toyota Celica GT-4 (ST165) |  |  |  |  |  |  |  |  |  |  |  |  | Rit |  |  |  | 0     |      |

| 1990 | Scuderia                  | Vettura                    |  |  |  |  |  |  |  |  |  |  |  |   |  |  |  |  | Punti | Pos. |
| ---- | ------------------------- | -------------------------- |  |  |  |  |  |  |  |  |  |  |  | - |  |  |  |  | ----- | ---- |
| 1990 | Toyota Team Great Britain | Toyota Celica GT-4 (ST165) |  |  |  |  |  |  |  |  |  |  |  | 8 |  |  |  |  | 3     | 47º  |

| 1991 | Scuderia                  | Vettura            |  |  |  |     |  |   |  |  |    |  |  |  |  |     |  |  | Punti | Pos. |
| ---- | ------------------------- | ------------------ |  |  |  | --- |  | - |  |  | -- |  |  |  |  | --- |  |  | ----- | ---- |
| 1991 | Nissan Motorsports Europe | Nissan Sunny GTi-R |  |  |  | Rit |  | 9 |  |  | 10 |  |  |  |  | Rit |  |  | 3     | 54º  |

| 1993 | Scuderia            | Vettura                |  |  |  |  |  |  |  |  |  |  |  |  |    |  |  |  | Punti | Pos. |
| ---- | ------------------- | ---------------------- |  |  |  |  |  |  |  |  |  |  |  |  | -- |  |  |  | ----- | ---- |
| 1993 | Vauxhall Motorsport | Vauxhall Astra GSI 16V |  |  |  |  |  |  |  |  |  |  |  |  | 12 |  |  |  | 0     |      |

| 1994 | Scuderia            | Vettura                |  |  |  |  |  |  |  |  |  |    |  |  |  |  |  |  | Punti | Pos. |
| ---- | ------------------- | ---------------------- |  |  |  |  |  |  |  |  |  | -- |  |  |  |  |  |  | ----- | ---- |
| 1994 | Vauxhall Motorsport | Vauxhall Astra GSI 16V |  |  |  |  |  |  |  |  |  | 11 |  |  |  |  |  |  | 0     |      |

| Legenda | 1º posto | 2º posto | 3º posto | A punti | Senza punti | Ritirato | Squalificato | NP=Non partito C=Gara cancellata | Apice=Power stage |